# WGC Championship
WGC Championship är ett av fyra årliga världsmästerskap (World Golf Championships) i golf för herrar och hölls första gången år 1999. Prispengarna är officiella på både PGA Tour och Europatouren. Tävlingen hette ursprungligen WGC-American Express Championship och arrangerades under hösten, men sedan FedEx Cup startade år 2007 blev tävlingen flyttad till mars och bytte samtidigt namn till WGC-CA Championship. År 2010 slutade CA Inc. som sponsor och Cadillac tog dess plats som största sponsor, vilket gav namnbytet WGC-Cadillac Championship.
Tävlingen spelades mellan åren 1999-2006 på olika banor i både USA som i Europa, för att sedan mellan åren 2007 och 2016 anhållas på golfanläggningen Trump National Doral och golfbanan Blue Monster utanför Miami. PGA Tour gick ut 2016 och annonserade att tävlingen skulle byta spelplats från och med år 2017, vilket ledde till att tävlingen nu spelas på Club de Golf Chapultepec utanför Mexico City.

## Segrare
| År                                | Spelare                                 | Nationalitet                            | Resultat                                | Mot par                                 | Segermarginal                           | Runner(s)-up                            |
| WGC-Mexico Championship           | WGC-Mexico Championship                 | WGC-Mexico Championship                 | WGC-Mexico Championship                 | WGC-Mexico Championship                 | WGC-Mexico Championship                 | WGC-Mexico Championship                 |
| --------------------------------- | --------------------------------------- | --------------------------------------- | --------------------------------------- | --------------------------------------- | --------------------------------------- | --------------------------------------- |
| 2018                              | Phil Mickelson (2)                      | USA                                     | 268                                     | −16                                     | Särspel                                 | Justin Thomas                           |
| 2017                              | Dustin Johnson (2)                      | USA                                     | 270                                     | −14                                     | 1 slag                                  | Tommy Fleetwood                         |
| WGC-Cadillac Championship         |                                         |                                         |                                         |                                         |                                         |                                         |
| 2016                              | Adam Scott                              | Australien                              | 276                                     | −12                                     | 1 slag                                  | Bubba Watson                            |
| 2015                              | Dustin Johnson                          | USA                                     | 279                                     | −9                                      | 1 slag                                  | J. B. Holmes                            |
| 2014                              | Patrick Reed                            | USA                                     | 284                                     | −4                                      | 1 slag                                  | Jamie Donaldson, Bubba Watson           |
| 2013                              | Tiger Woods (7)                         | USA                                     | 269                                     | −19                                     | 2 slag                                  | Steve Stricker                          |
| 2012                              | Justin Rose                             | England                                 | 272                                     | −16                                     | 1 slag                                  | Bubba Watson                            |
| 2011                              | Nick Watney                             | USA                                     | 272                                     | −16                                     | 2 slag                                  | Dustin Johnson                          |
| WGC-CA Championship               |                                         |                                         |                                         |                                         |                                         |                                         |
| 2010                              | Ernie Els (2)                           | Sydafrika                               | 270                                     | −18                                     | 4 slag                                  | Charl Schwartzel                        |
| 2009                              | Phil Mickelson                          | USA                                     | 269                                     | −19                                     | 1 slag                                  | Nick Watney                             |
| 2008                              | Geoff Ogilvy                            | Australien                              | 271                                     | −17                                     | 1 slag                                  | Jim Furyk, Retief Goosen, Vijay Singh   |
| 2007                              | Tiger Woods (6)                         | USA                                     | 278                                     | −10                                     | 2 slag                                  | Brett Wetterich                         |
| WGC-American Express Championship |                                         |                                         |                                         |                                         |                                         |                                         |
| 2006                              | Tiger Woods (5)                         | USA                                     | 261                                     | −23                                     | 8 slag                                  | Ian Poulter, Adam Scott                 |
| 2005                              | Tiger Woods (4)                         | USA                                     | 270                                     | −10                                     | Särspel                                 | John Daly                               |
| 2004                              | Ernie Els                               | Sydafrika                               | 270                                     | −18                                     | 1 slag                                  | Thomas Bjørn                            |
| 2003                              | Tiger Woods (3)                         | USA                                     | 274                                     | −6                                      | 2 slag                                  | Stuart Appleby, Tim Herron, Vijay Singh |
| 2002                              | Tiger Woods (2)                         | USA                                     | 263                                     | −25                                     | 1 slag                                  | Retief Goosen                           |
| 2001                              | Inställt p.g.a. 11 september-attackerna | Inställt p.g.a. 11 september-attackerna | Inställt p.g.a. 11 september-attackerna | Inställt p.g.a. 11 september-attackerna | Inställt p.g.a. 11 september-attackerna | Inställt p.g.a. 11 september-attackerna |
| 2000                              | Mike Weir                               | Kanada                                  | 277                                     | −7                                      | 2 slag                                  | Lee Westwood                            |
| 1999                              | Tiger Woods                             | USA                                     | 278                                     | −6                                      | Särspel                                 | Miguel Ángel Jiménez                    |

Källa: